# إرنست دويس ديكر
إرنست فرانسواز يوجين دويس ديكر (بالهولندية: Ernest Douwes Dekker)‏ هو إندونيسي محارب من أجل الحرية، وسياسي في الحقبة الهولندية من تاريخ إندونيسيا.
يرتبط بقرابة مع الكاتب الهولندي المشهور مولتاتولي الذي أسمه الحقيقي إدوارد دويس ديكر.
بعد استقلال أندونيسيا، تبنى لنفسه الاسم الجاوي (بلغة أهل جاوة) (Danoedirdja Setiaboeddhi).
تزوج ثلاث مرات الأخيرة منها كانت من مسلمة وتمت طقوس الزواج حسب تعاليم الدين الإسلامي.

## اطلاع أكثر
- Veur, Paul W. van der, The lion and the gadfly. Dutch colonialism and the spirit of E.F.E. Douwes Dekker, Leiden 2006, KITLV